# 藤賀由貴
藤賀 由貴（ふじか ゆき 10月2日 - ）は、広島県出身のローカルタレント・司会者。血液型はAB型。愛称は「ゆんちゃん」。
広島県を中心に、テレビ番組やイベント・結婚式の司会者として活動している。
2009年12月20日に結婚（本人のブログより）。

## 人物
- 趣味はホームエステ・ヨガ
- 特技は習字・ピアノ・テニス
- 広島文化学園短期大学卒業。

## テレビ
- デビュー最前戦（広島ホームテレビ）